# Аврора (співачка)
Аврора Акснес (норв. Aurora Aksnes; нар. 15 червня 1996, Ставангер, Норвегія), відома як AURORA — норвезька співачка, композиторка і музична продюсерка.
Народившись у Ставангері, Аврора випустила свій мініальбом Running with the Wolves 2015 року на Decca Records. 2016 року Аврора випустила свій дебютний студійний альбом All My Demons Greeting Me as a Friend. 2018 року вона випустила свій другий мініальбом Infections of a Different Kind (Step 1), за яким 2019 року вийшов її другий студійний альбом A Different Kind of Human (Step 2).

## Раннє життя
Аврора Акснес народилася в університетській лікарні Ставангера в Ставангері, Норвегія, 15 червня 1996 року. Перші три роки свого життя вона провела в Хьоле, маленькому містечку, де її батьки, Мей Бріт Фроастад та Ян Ойштейн Акснес, прожили 15 років. У своєму будинку в Хьоле Аврора розвинула свій смак до природи, співу та традиційного одягу, такого як довгі спідниці та шапки. Пізніше сім'я переїхала на північ західної Норвегії до будинку в лісових масивах гір Ус, віддаленого муніципалітету в Гордаланні, недалеко від Бергена. Аврора описала це місце як: «Автомобілів майже немає, а дороги невеликі та нерівні, а скрізь багато дерев, тут дуже тихо, а інтернет поганий». Вона також порівняла його з вигаданою землею Нарнією. Коли вона відвідувала школу, її сестри — Міранда (наразі візажистка) і Вікторія Акснес (наразі дизайнерка костюмів) — побоювалися, що Аврору можуть переслідувати інші школярі через її особистість і «дивний» стиль. «Раніше я боялася людей, які хотіли обійняти мене», — розповідає виконавиця. «Я в дитинстві не любила, коли мене обіймають. І я колись боялася одного зі своїх вчителів у школі, але потім зустріла його кілька місяців тому, і це було дійсно приємно. Дивно, як все змінюється».
Аврора — єдиний музикант у своїй родині. Вона почала вчитися грати на фортепіано, коли їй було шість. «Я дуже люблю класичну музику, і коли я знайшла це піаніно на горищі, я просто почала натискати клавіші й намагатися розібратися зі своїми улюбленими класичними піснями. Я почала робити мелодії, які впізнавала. Було щось особливе в можливості грати просто самостійно — щось з емоцій в цьому процесі викликало у мене бажання продовжувати грати». У дев'ять років, коли вона стала краще володіти англійською мовою, вона почала писати пісні. Її перша оригінальна композиція називалася «Had A Dream», де говорилося про те, наскільки важким може бути світ. Такі пісні, як «Running with the Wolves», «I Went Too Far» і «Runaway», були написані на ранньому етапі її життя, а «Runaway» був написаний, коли їй було 12. Вона згадувала, що на неї вплинули такі артисти, як Леонард Коен, Боб Ділан, Енія та The Chemical Brothers.
Спочатку Аврора не сподівалася професійно виконувати музику, вважаючи за краще зберігати свої пісні приватними: «Я ніколи не хотіла співати або взагалі бути на сцені», — сказала вона. «Я просто хотіла писати, можливо стати лікарем, фізиком чи кимось подібним». Коли їй було 16, Аврора виконала «довгу і нудну пісню про мир у світі» на урочистій церемонії випуску своєї середньої школи, і однокласниця розмістила відео в мережі. Приблизно в той же час подруга завантажила на SoundCloud трек, який Аврора записала як різдвяний подарунок для своїх батьків. Ці дві пісні були помічені представником Made Management, яка запросила Аврору відвідати їхній офіс для зустрічі на початку 2013 року. «Спочатку я думала, що ні», — згадує Аврора. «Але тоді моя мама сказала, що я повинна подумати про ідею поділитися своєю музикою зі світом, тому що, можливо, там є хтось, хто вкрай потребує цього. І це справді може бути добре».

## Кар'єра

### 2012—2016:All My Demons Greeting Me as a Friend
Перший трек «Puppet» Аврори вийшов у грудні 2012 року, потім другий — «Awakening» у травні 2013 року. Її перший сингл, підписаний її лейблами Glassnote Records і Decca Records, «Under Stars» вийшов у листопаді 2014 року, а «Runaway» у лютому 2015 року.
Її другий сингл «Running with the Wolves» вийшов у квітні 2015 року. Вона виступала на таких літніх фестивалях, як Way Out West, Wilderness та Green Man Festival. Третій сингл Аврори, «Murder Song (5, 4, 3, 2, 1)», вийшов у вересні 2015 року та отримував тривалу підтримку в національній пресі, на національному радіо та в популярних музичних блогах в Інтернеті. Аврора виступила на концерті Нобелівської премії миру 2015 року. Вона провела повністю розпродане шоу в Лондоні на підтримку «Of Monsters and Men» в Brixton Academy у листопаді 2015 року. Аврора записала кавер на композицію Oasis «Half the World Away» для різдвяної реклами Джона Льюїса 2015 року. Наступний її сингл, який з'явився після «Half The World Away», вийшов у січні 2016 року під назвою «Conqueror», а відеокліп був завантажений наступного місяця. Її дебютний альбом All My Demons Greeting Me as a Friend вийшов 11 березня 2016 року, отримавши загалом позитивні відгуки критиків. Випустивши його, вона продовжила своє європейське турне, здійснивши між концертами ряд візитів до Великої Британії. Вона взяла участь у пісні британської групи Icarus «Home» та випустила кавер на «Life on Mars» Девіда Бові.
14 березня 2016 року Аврора дебютувала на американському телебаченні в шоу «The Tonight Show» з Джиммі Феллоном, виконавши «Conqueror». Невдовзі Аврора виступила на «Conan». 25 липня 2016 року вона виконала кавер «Life on Mars?» у шоу Говарда Стерна. Наступної ночі 26 липня вона виконала «I Went Too Far» у програмі «The Late Show» зі Стівеном Кольбером.

### 2016—2019: Альбом з двох частин
Коли дебютував All My Demons Greeting Me as a Friend, Аврора сказала, що це «перший альбом із багатьох». 12 травня 2016 року, повернувшись із європейського туру, співачка заявила, що готова почати писати та випускати більше матеріалів, які стануть її другим студійним альбомом. На заході у Facebook вона заявила, що має п'ятнадцять демонстраційних пісень і написала тисячу пісень/віршів. З моменту анонсу Аврора випустила «I Went Too Far» як сингл. Музичне відео до треку було випущено 4 липня 2016 року.
У період з квітня по серпень 2018 року співачка випустила два сингли «Queendom» та «Forgotten Love», які увійшли до першої половини альбому з двох частин, розділеного на «кроки». Альбом записала під час свого перебування у Франції в січні того ж року, а в продакшн увійшли продюсери Аск'єль Сольстранд, Рой Керр і Тім Бран, сама Аврора також займалася цим аспектом. Частина цього нового матеріалу була передбачена у живих виставах, включаючи такі фестивалі, як Lollapalooza та Coachella.
Зберігаючи деякі теми та історії з попереднього альбому, цей продакшн став першим випадком, коли Аврора додала теми політики та сексуальності у свою музику. Більша частина нового натхнення виникла внаслідок взаємодії, яку вона мала зі своїми шанувальниками під час першого туру. Музичне відео для «Queendom» побачило світ у травні 2018 року, де були присутні теми інклюзивності та розширення можливостей «аутсайдера», зокрема її шанувальників серед ЛГБТ-спільноти. У відео Аврора цілує одну зі своїх танцівниць, щоб сказати, що «кожен тип любові приймається та охоплюється» в її «queendom». 28 вересня 2018 року співачка несподівано випустила першу половину свого другого альбому у форматі EP під назвою Infections of a Different Kind (Step 1). EP містить вісім пісень, а сама назва походить від восьмого треку, який Аврора оголосила «найважливішою піснею, яку я коли-небудь писала». 7 червня 2019 року з'явився A Different Kind of Human (Step 2).

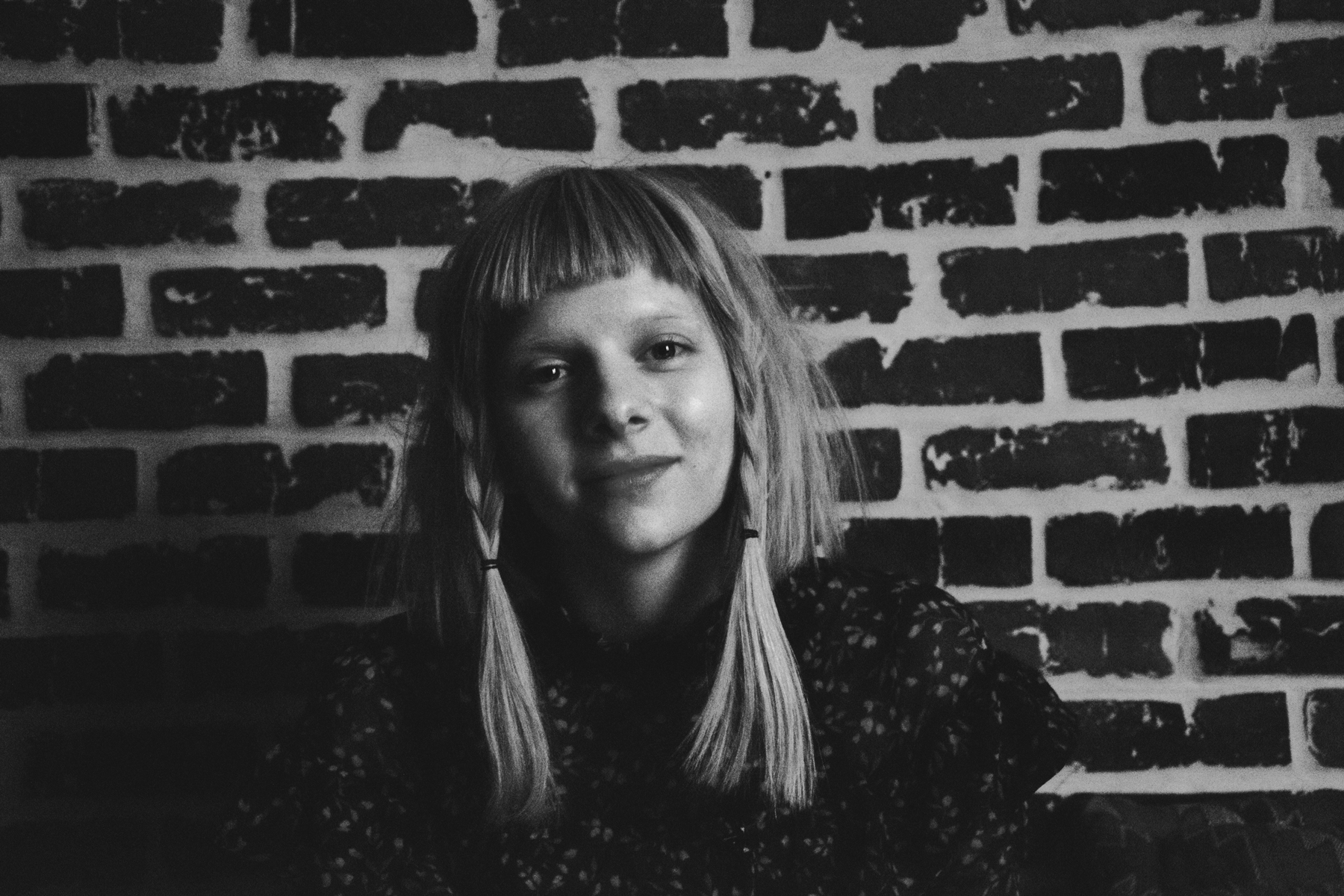
AURORA у паризькому клубі, Франція, березень 2018 року

12 квітня 2019 року Аврора взяла участь у трьох піснях дев'ятого альбому The Chemical Brothers «No Geography».
4 листопада 2019 року вийшов саундтрек до фільму «Дісней» «Крижане серце 2», Аврора виконала бек-вокал пісні «Into the Unknown». 9 лютого 2020 року вона виконала цю пісню на сцені в рамках 92-ї нагороди «Оскар». Свою сольну версію цієї пісні вона випустила 3 березня 2020 року.

### 2020–наш час: Нова ера
У травні 2020 року Аврора випустила баладу «Exist For Love», яку презентувала як її першу пісню про кохання з музичним кліпом, зрежисованим самостійно. Пісня була зроблена під час локдауну через пандемію COVID-19 у співпраці з Ізобель Уоллер-Бридж, яка створила струнні аранжування. Це був перший погляд на те, що вона назвала «новою ерою» у своїй кар'єрі, із майбутнім випуском нового альбому. На початку 2021 року вона випустила два компіляційних EP у честь того, що її пісня «Runaway» досягла 100 млн стрімів у Spotify: «For the Humans who Take Long Walks in the Forest» та «Music for the Fellow Witches out There» 4 та 11 лютого, відповідно.
У 2021 році очікується четвертий студійний альбом, про який Аврора почала говорити у 2020 році. На початку 2021 року фанат прокоментував її публікацію в Instagram із запитанням про випуск альбому. Вона лайкнула коментар та відповіла трьома смайликами: сонце, два легені та мертва троянда.
Влітку 2023 року Аврора разом з Алдос Гардінг, Джоном Ґрантом та іншими артистами взяла участь у проєкті The Endless Coloured Ways: The Songs of Nick Drake, записавши кавер пісні Ніка Дрейка «Pink Moon».

## Вплив
Аврора згадувала про те, що на неї вплинули Енія, Боб Ділан, Леонард Коен, Underworld та Björk.
Вона назвала французький метал-гурт Gojira як свій «улюблений гурт» і відвідала два їх концерти. Аврора також похвалила Mastodon і Refused.
Вона також заявила в інтерв'ю BBC Radio 2, що дуже любила багато скандинавських метал-гуртів, а також Девіда Бові.

## Особисте життя
Аврора згадувала, що вона мала стосунки з чоловіками та жінками. Коли в одному з інтерв'ю запитали про її сексуальну орієнтацію, вона сказала: «Мені просто подобається насолоджуватися тим, що є і я люблю досліджувати. Просто люблячи все навколо, ти любиш себе».
У документальному фільмі 2019 року Аврора згадала, що діти в її школі вважали, що вона дитина з аутизмом, тому що вона «дивна» і має хороші результати на тесті IQ. Однак їй ніколи не ставили такий діагноз.

## Дискографія

### Студійні альбоми
| Назва                                                                  | Інформація                                                                            | Позиції у чартах | Позиції у чартах | Позиції у чартах | Позиції у чартах | Позиції у чартах | Позиції у чартах | Позиції у чартах | Позиції у чартах | Позиції у чартах | Позиції у чартах | Сертифікації            |
| Назва                                                                  | Інформація                                                                            | NOR              | AUS              | BEL(FL)          | GER              | IRL              | NL               | SWI              | UK               | US               | USHeat.          | Сертифікації            |
| ---------------------------------------------------------------------- | ------------------------------------------------------------------------------------- | ---------------- | ---------------- | ---------------- | ---------------- | ---------------- | ---------------- | ---------------- | ---------------- | ---------------- | ---------------- | ----------------------- |
| All My Demons Greeting Me as a Friend                                  | - Реліз: 11 березня 2016 - Лейбли: Decca, Glassnote - Формати: DL, CD, LP, стриминг   | 1                | 51               | 40               | 24               | 66               | 17               | 41               | 28               | 150              | 2                | IFPI NOR: двічі платина |
| A Different Kind of Human (Step 2)                                     | - Реліз: 7 червня 2019 - Лейбли: Decca, Glassnote - Формати: DL, CD, CS, LP, стриминг | 4                | 52               | 172              | 58               | —                | —                | 54               | 32               | —                | 5                | IFPI NOR: платина       |
| The Gods We Can Touch                                                  |                                                                                       |                  |                  |                  |                  |                  |                  |                  |                  |                  |                  |                         |
| What Happened to the Heart?                                            |                                                                                       |                  |                  |                  |                  |                  |                  |                  |                  |                  |                  |                         |
| «—» позначає, що не було випущено в цій країні або провалився в чартах |                                                                                       |                  |                  |                  |                  |                  |                  |                  |                  |                  |                  |                         |

## Нагороди та номінації
| Рік  | Організація                             | Нагорода                                | Робота                                | Результат |
| ---- | --------------------------------------- | --------------------------------------- | ------------------------------------- | --------- |
| 2015 | EBBA Awards '16by Eurosonic Noorderslag | Альбом року: Норвегія                   | Running with the Wolves               | Перемога  |
| 2015 | EBBA Awards '16by Eurosonic Noorderslag | Вибір слухачів                          | AURORA                                | Номінація |
| 2016 | Spellemannprisen '15                    | Відкриття року                          | AURORA                                | Перемога  |
| 2016 | Spellemannprisen '15                    | Gramo scholarship                       | AURORA                                | Перемога  |
| 2016 | MTV Europe Music Awards                 | Найкращий норвезький виконавець         | AURORA                                | Номінація |
| 2016 | YouTube Creator Awards                  | Silver Creator Awards                   | AURORA                                | Перемога  |
| 2016 | GAFFA-Prisen                            | Årets Norske Album                      | All My Demons Greeting Me as a Friend | Перемога  |
| 2017 | Spellemannprisen '16                    | Поп-соліст                              | All My Demons Greeting Me as a Friend | Перемога  |
| 2017 | Spellemannprisen '16                    | Årets Album                             | All My Demons Greeting Me as a Friend | Номінація |
| 2017 | Spellemannprisen '16                    | Музичне відео року                      | «I Went Too Far»                      | Перемога  |
| 2017 | Guild of Music Supervisors Awards       | Найкраща пісня створена для телебачення | «Life on Mars» (Girls: Episode 505)   | Номінація |
| 2018 | Spellemannprisen '17                    | Музичне відео року                      | «Queendom»                            | Номінація |
| 2020 | Spellemannprisen '19                    | Årets Internasjonale Suksess            | «AURORA»                              | Номінація |